# Шебелинка (река)
Шебелинка (укр. Шебелинка) — река в Харьковской области, правый приток Северского Донца.

## Описание
Длина реки длина 12 км, бассейн 45 км².
Исток реки расположен вблизи села Шебелинка. Впадает в реку Северский Донец в 754 км от его устья.
На реке расположены село Шебелинка, село Прогресс, пгт Донец.